# آرثر بي. بي. مور
آرثر بي. بي. مور هو موظف مدني كندي، ولد في 4 فبراير 1906 في Keswick Ridge, New Brunswick ‏ في كندا، وتوفي في 9 سبتمبر 2004.